# Torch (roman)
 (octobre 2019).
Pour les articles homonymes, voir Torch.
Torch est le premier roman de l'auteur américain Cheryl Strayed. Publié en 2006 par Houghton Mifflin Harcourt, ce livre a été finaliste du Great Lakes Book Award et a été sélectionné par The Oregonian comme l'un des dix meilleurs livres de 2006 par des écrivains du Pacifique Nord-Ouest.